# Derbi de Andalucía Oriental
El derbi de Andalucía Oriental, también conocido como derbi oriental, es el nombre dado a los partidos que enfrentan a los equipos españoles del Granada Club de Fútbol y el Málaga Club de Fútbol, dos de los equipos más representativos de la región histórica de Andalucía Oriental o Alta Andalucía.
El primer partido oficial entre ambos equipos fue en el Campo de los Baños del Carmen el 10 de diciembre de 1933, durante el campeonato de Tercera División de la temporada 1933-34, cuando el Recreativo de Granada, antiguo nombre del Granada CF, venció al Club Deportivo Malacitano, antigua denominación del Málaga CF, por el resultado de un gol a dos.

## Resumen de enfrentamientos y estadísticas
| Temporada | Equipo Local       | Resultado | Equipo visitante | Competición    | Anotadores locales                    | Anotadores visitantes         |
| --------- | ------------------ | --------- | ---------------- | -------------- | ------------------------------------- | ----------------------------- |
| 1933–34   | C.D. Malacitano    | 1–2       | R. Granada       | Tercera        | –                                     | Calderón (2)                  |
| 1933–34   | R. Granada         | 3–1       | C.D. Malacitano  | Tercera        | –                                     | –                             |
| 1934      | C.D. Malacitano    | 2–1       | R. Granada       | Promoción a 2ª | –                                     | –                             |
| 1934      | R. Granada         | 2–1       | C.D. Malacitano  | Promoción a 2ª | –                                     | –                             |
| 1934–35   | R. Granada         | 2–1       | C.D. Malacitano  | Segunda        | Calderón, Luque                       | Latorre                       |
| 1934–35   | C.D. Malacitano    | 3–1       | R. Granada       | Segunda        | Crespo, Tomasín, Larrusquín           | Victorio                      |
| 1935–36   | C.D. Malacitano    | 2–1       | R. Granada       | Segunda        | Junco (2)                             | Barrios                       |
| 1935–36   | R. Granada         | 2–0       | C.D. Malacitano  | Segunda        | Josa, Del Toro                        |                               |
| 1936      | C.D. Malacitano    | 2–1       | R. Granada       | Copa del Rey   | Meri, Cotelo                          | Luque                         |
| 1936      | R. Granada         | 2–0       | C.D. Malacitano  | Copa del Rey   | Luque, Calderón                       |                               |
| 1939–40   | R. Granada         | 1–0       | C.D. Malacitano  | Segunda        | Trompi                                |                               |
| 1939–40   | C.D. Malacitano    | 2–0       | R. Granada       | Segunda        | Tomasín, Chacho                       |                               |
| 1940–41   | Granada C.F.       | 0–1       | C.D. Malacitano  | Segunda        |                                       | Fuentes                       |
| 1940–41   | C.D. Malacitano    | 3–0       | Granada C.F.     | Segunda        | Perilla (2), Meri (p.)                |                               |
| 1941–42   | C.D. Málaga        | 2–4       | Granada C.F.     | Copa del Rey   | Fuentes, Meri                         | Marín, César (3)              |
| 1941–42   | Granada C.F.       | 2–1       | C.D. Málaga      | Copa del Rey   | Marín (2)                             | Meri                          |
| 1946–47   | C.D. Málaga        | 0–0       | Granada C.F.     | Segunda        |                                       |                               |
| 1946–47   | Granada C.F.       | 4–2       | C.D. Málaga      | Segunda        | Almagro (2), Trompi, Sosa             | Roldán, Ubis                  |
| 1947–48   | Granada C.F.       | 1–3       | C.D. Málaga      | Segunda        | Millán                                | Teo, Muruaga (2)              |
| 1947–48   | C.D. Málaga        | 2–2       | Granada C.F.     | Segunda        | Bazán (2)                             | Morales (2)                   |
| 1948–49   | Granada C.F.       | 1–0       | C.D. Málaga      | Segunda        | Morales                               |                               |
| 1948–49   | C.D. Málaga        | 5–0       | Granada C.F.     | Segunda        | Jimeno (2), Bazán, Elzo (2)           |                               |
| 1951–52   | Granada C.F.       | 1–3       | C.D. Málaga      | Segunda        | Chaves                                | Rodríguez (3)                 |
| 1951–52   | C.D. Málaga        | 5–1       | Granada C.F.     | Segunda        | Sáenz (pp), Rodríguez, Bazán (3)      | Requena                       |
| 1953–54   | Granada C.F.       | 1–0       | C.D. Málaga      | Segunda        | Rafa                                  |                               |
| 1953–54   | C.D. Málaga        | 1–2       | Granada C.F.     | Segunda        | Juan                                  | Sueza, Rius                   |
| 1955–56   | Granada C.F.       | 2–2       | C.D. Málaga      | Segunda        | Cea (2)                               | Madariaga, Romero             |
| 1955–56   | C.D. Málaga        | 2–1       | Granada C.F.     | Segunda        | Lasa, Gutiérrez                       | Rius                          |
| 1956–57   | C.D. Málaga        | 1–0       | Granada C.F.     | Segunda        | Borredá                               |                               |
| 1956–57   | Granada C.F.       | 2–3       | C.D. Málaga      | Segunda        | Igoa, Vidal                           | Patricio, Emilio Álvarez x2   |
| 1961–62   | Granada C.F.       | 1–1       | C.D. Málaga      | Segunda        | Rafa                                  | Bernardi (p.)                 |
| 1961–62   | C.D. Málaga        | 2–0       | Granada C.F.     | Segunda        | Pipi (2)                              |                               |
| 1963–64   | C.D. Málaga        | 1–1       | Granada C.F.     | Segunda        | Chuzo                                 | Román                         |
| 1963–64   | Granada C.F.       | 4–1       | C.D. Málaga      | Segunda        | Chapela (2), Pirri (2)                | Otiñano                       |
| 1964–65   | C.D. Málaga        | 1–1       | Granada C.F.     | Segunda        | Manuel Velázquez                      | Pepe Arias (pp)               |
| 1964–65   | Granada C.F.       | 2–2       | C.D. Málaga      | Segunda        | Román, Almagro                        | Aragón, Pepe Arias            |
| 1965–66   | Granada C.F.       | 2–1       | C.D. Málaga      | Promoción a 1ª | Santos, Miguel                        | Otiñano                       |
| 1965–66   | C.D. Málaga        | 1–1       | Granada C.F.     | Promoción a 1ª | Aragón                                | Eloy                          |
| 1968–69   | Granada C.F.       | 2–0       | C.D. Málaga      | Primera        | Miralles, Vicente                     |                               |
| 1968–69   | C.D. Málaga        | 0–0       | Granada C.F.     | Primera        |                                       |                               |
| 1969      | Granada C.F.       | 2–1       | C.D. Málaga      | Copa del Rey   | Barrios, Vicente (p.)                 | Fleitas (p.)                  |
| 1969      | C.D. Málaga        | 1–1       | Granada C.F.     | Copa del Rey   | Cabral                                | Lara                          |
| 1970–71   | Granada C.F.       | 1–1       | C.D. Málaga      | Primera        | Barrios                               | Viberti                       |
| 1970–71   | C.D. Málaga        | 1–0       | Granada C.F.     | Primera        | Pons                                  |                               |
| 1971–72   | Granada C.F.       | 2–0       | C.D. Málaga      | Primera        | Jaén, Lasa                            |                               |
| 1971–72   | C.D. Málaga        | 1–0       | Granada C.F.     | Primera        | Vilanova                              |                               |
| 1972–73   | C.D. Málaga        | 3–0       | Granada C.F.     | Primera        | Vilanova, Toni (pp), Roldán           |                               |
| 1972–73   | Granada C.F.       | 2–0       | C.D. Málaga      | Primera        | Teófilo Dueñas (2)                    |                               |
| 1973–74   | Granada C.F.       | 0–0       | C.D. Málaga      | Primera        |                                       |                               |
| 1973–74   | C.D. Málaga        | 1–1       | Granada C.F.     | Primera        | Vilanova                              | Castellanos                   |
| 1974–75   | Granada C.F.       | 1–0       | C.D. Málaga      | Primera        | Toni Grande                           |                               |
| 1974–75   | C.D. Málaga        | 1–1       | Granada C.F.     | Primera        | Raúl Castronovo                       | Lorenzo                       |
| 1977–78   | Granada C.F.       | 1–0       | C.D. Málaga      | Segunda        | Serrano                               |                               |
| 1977–78   | C.D. Málaga        | 2–2       | Granada C.F.     | Segunda        | Aráez, Orozco                         | José Luis, Calera             |
| 1978–79   | Granada C.F.       | 2–1       | C.D. Málaga      | Segunda        | José Luis, Serrano                    | Aráez                         |
| 1978–79   | C.D. Málaga        | 2–0       | Granada C.F.     | Segunda        | Orozco, Migueli                       |                               |
| 1980–81   | Granada C.F.       | 0–0       | C.D. Málaga      | Segunda        |                                       |                               |
| 1980–81   | C.D. Málaga        | 2–0       | Granada C.F.     | Segunda        | Popo, Nieto                           |                               |
| 1980–81   | Granada C.F.       | 2–0       | C.D. Málaga      | Copa del Rey   | Carrión, Jorgoso                      |                               |
| 1980–81   | C.D. Málaga        | 2–1       | Granada C.F.     | Copa del Rey   | Canillas, Muñoz Pérez                 | Angulo                        |
| 1986–87   | Granada C.F.       | 0–1       | C.D. Málaga      | Copa del Rey   |                                       | Mario Husillos                |
| 1987–88   | Granada C.F.       | 1–1       | C.D. Málaga      | Segunda        | Manolo                                | José Hurtado                  |
| 1987–88   | C.D. Málaga        | 1–0       | Granada C.F.     | Segunda        | José Hurtado                          |                               |
| 1993–94   | Atlético Malagueño | 0–0       | Granada C.F.     | Segunda B      |                                       |                               |
| 1993–94   | Granada C.F.       | 2–2       | Málaga C.F.      | Segunda B      | Pepe Mel (p.), Paquito                | Serviá (2)                    |
| 1995–96   | Granada C.F.       | 1–0       | Málaga C.F.      | Segunda B      | Oti (p.)                              |                               |
| 1995–96   | Málaga C.F.        | 0–1       | Granada C.F.     | Segunda B      |                                       | Fenoll                        |
| 1996–97   | Málaga C.F.        | 0–0       | Granada C.F.     | Segunda B      |                                       |                               |
| 1996–97   | Granada C.F.       | 1–1       | Málaga C.F.      | Segunda B      | Berruezo (p.)                         | Pablo                         |
| 1997–98   | Granada C.F.       | 1–0       | Málaga C.F.      | Segunda B      | Berruezo (p.)                         |                               |
| 1997–98   | Málaga C.F.        | 0–0       | Granada C.F.     | Segunda B      |                                       |                               |
| 2011–12   | Málaga C.F.        | 4−0       | Granada C.F.     | Primera        | Cazorla (2), Joaquín (2)              |                               |
| 2011–12   | Granada C.F.       | 2−1       | Málaga C.F.      | Primera        | Ighalo, Íñigo López                   | Rondón                        |
| 2012–13   | Málaga C.F.        | 4−0       | Granada C.F.     | Primera        | Joaquín, Saviola, Camacho, Santa Cruz |                               |
| 2012–13   | Granada C.F.       | 1−0       | Málaga C.F.      | Primera        | Ighalo                                |                               |
| 2013–14   | Granada C.F.       | 3−1       | Málaga C.F.      | Primera        | El-Arabi (3)                          | Juanmi                        |
| 2013–14   | Málaga C.F.        | 4−1       | Granada C.F.     | Primera        | Camacho (2), Amrabat, Juanmi          | El-Arabi                      |
| 2014–15   | Málaga C.F.        | 2−1       | Granada C.F.     | Primera        | Santa Cruz, Antunes (p.)              | El-Arabi                      |
| 2014–15   | Granada C.F.       | 1−0       | Málaga C.F.      | Primera        | Camacho (pp)                          |                               |
| 2015–16   | Málaga C.F.        | 2−2       | Granada C.F.     | Primera        | Charles, Pablo Fornals                | El-Arabi, Rochina             |
| 2015–16   | Granada C.F.       | 0−0       | Málaga C.F.      | Primera        |                                       |                               |
| 2016–17   | Málaga C.F.        | 1−1       | Granada C.F.     | Primera        | Camacho                               | Kravets                       |
| 2016–17   | Granada C.F.       | 0−2       | Málaga C.F.      | Primera        |                                       | Sandro (2)                    |
| 2018–19   | Málaga C.F.        | 0−1       | Granada C.F.     | Segunda        |                                       | Montoro                       |
| 2018–19   | Granada C.F.       | 1–0       | Málaga C.F.      | Segunda        | Puertas                               |                               |
| 2020-21   | Málaga C.F.        | 1–2       | Granada C.F.     | Copa del Rey   | Caye Quintana                         | Fede Vico, Jorge Molina       |
| 2022–23   | Málaga C.F.        | 1−1       | Granada C.F.     | Segunda        | Rubén Castro                          | José Callejón                 |
| 2022–23   | Granada C.F.       | 1–0       | Málaga C.F.      | Segunda        | Sergio Ruiz                           |                               |
| 2024–25   | Granada C.F.       | 2−2       | Málaga C.F.      | Segunda        | Carlos Neva, Uzuni                    | Antonio Cordero, Nélson Monte |
| 2024–25   | Málaga C.F.        | 1−0       | Granada C.F.     | Segunda        | Antonio Cordero (p.)                  |                               |

| Competición  | Jugados | Victorias GCF | Empates | Victorias MLG | Goles GCF | Goles MLG |
| Primera      | 24      | 8             | 8       | 8             | 22        | 29        |
| Promoción 1ª | 2       | 1             | 1       | 0             | 3         | 2         |
| Segunda      | 42      | 13            | 12      | 17            | 46        | 62        |
| Promoción 2ª | 2       | 1             | 0       | 1             | 3         | 3         |
| Segunda B    | 8       | 3             | 5       | 0             | 6         | 3         |
| Tercera      | 2       | 2             | 0       | 0             | 5         | 2         |
| Copa del Rey | 10      | 6             | 1       | 3             | 17        | 11        |
| Total        | 90      | 34            | 27      | 29            | 102       | 112       |